# 1985-ös CONCACAF-bajnokság
Az 1985-ös CONCACAF-bajnokság az Észak- és Közép-amerikai, valamint a Karib-térség labdarúgó-válogatottjainak kiírt kilencedik labdarúgótorna volt, melyet 1985. február 24. és szeptember 14. között rendeztek. Az eseménynek nem volt kijelölt házigazdája, mivel egyben az 1986-os labdarúgó-világbajnokság észak-amerikai (CONCACAF) selejtezője is volt. A tornán 9 nemzet válogatottja vett részt.

## Lebonyolítás
A kilenc csapat három, háromfős csoportot alkotott, ahol oda-vissza körmérkőzéseket játszottak. A csoportok első helyezett együttesei a döntőcsoportkörben szintén oda-visszavágós körmérkőzéseket játszottak egymással.

## Csoportkör

### 1. csoport
| Csapat   | M | Gy | D | V | G+ | G– | Gk | P |
| -------- | - | -- | - | - | -- | -- | -- | - |
| Honduras | 4 | 2  | 2 | 0 | 5  | 3  | +2 | 6 |
| Salvador | 4 | 2  | 1 | 1 | 7  | 2  | +5 | 5 |
| Suriname | 4 | 0  | 1 | 3 | 2  | 9  | –7 | 1 |

| 1985. február 24. |

| Suriname | 0–3 | Salvador |
| -------- | --- | -------- |
|          |     |          |

| San Salvador |

| 1985. február 27. |

| Salvador | 3–0 | Suriname |
| -------- | --- | -------- |
|          |     |          |

| San Salvador |

| 1985. március 3. |

| Suriname | 1–1 | Honduras |
| -------- | --- | -------- |
|          |     |          |

| Tegucigalpa |

| 1985. március 6. |

| Honduras | 2–1 | Suriname |
| -------- | --- | -------- |
|          |     |          |

| Tegucigalpa |

| 1985. március 10. |

| Salvador | 1–2 | Honduras |
| -------- | --- | -------- |
|          |     |          |

| San Salvador |

| 1985. március 14. |

| Honduras | 0–0 | Salvador |
| -------- | --- | -------- |
|          |     |          |

| Tegucigalpa |

### 2. csoport
| Csapat    | M | Gy | D | V | G+ | G– | Gk | P |
| --------- | - | -- | - | - | -- | -- | -- | - |
| Kanada    | 4 | 3  | 1 | 0 | 7  | 2  | +5 | 7 |
| Guatemala | 4 | 2  | 1 | 1 | 7  | 3  | +4 | 5 |
| Haiti     | 4 | 0  | 0 | 4 | 0  | 9  | –9 | 0 |

| 1985. április 13. |

| Kanada | 2–0 | Haiti |
| ------ | --- | ----- |
|        |     |       |

| Vancouver |

| 1985. április 20. |

| Kanada | 2–1 | Guatemala |
| ------ | --- | --------- |
|        |     |           |

| Vancouver |

| 1985. április 26. |

| Haiti | 0–1 | Guatemala |
| ----- | --- | --------- |
|       |     |           |

| Port-au-Prince |

| 1985. május 5. |

| Guatemala | 1–1 | Kanada |
| --------- | --- | ------ |
|           |     |        |

| Guatemalaváros |

| 1985. május 8. |

| Haiti | 0–2 | Kanada |
| ----- | --- | ------ |
|       |     |        |

| Port-au-Prince |

| 1985. május 15. |

| Guatemala | 4–0 | Haiti |
| --------- | --- | ----- |
|           |     |       |

| Guatemalaváros |

### 3. csoport
| Csapat             | M | Gy | D | V | G+ | G– | Gk | P |
| ------------------ | - | -- | - | - | -- | -- | -- | - |
| Costa Rica         | 4 | 2  | 2 | 0 | 6  | 2  | +4 | 6 |
| Egyesült Államok   | 4 | 2  | 1 | 1 | 4  | 3  | +1 | 5 |
| Trinidad és Tobago | 4 | 0  | 1 | 3 | 2  | 7  | –5 | 1 |

| 1985. április 24. |

| Trinidad és Tobago | 0–3 | Costa Rica |
| ------------------ | --- | ---------- |
|                    |     |            |

| San José |

| 1985. április 28. |

| Costa Rica | 1–1 | Trinidad és Tobago |
| ---------- | --- | ------------------ |
|            |     |                    |

| San José |

| 1985. május 15. |

| Trinidad és Tobago | 1–2 | Egyesült Államok |
| ------------------ | --- | ---------------- |
|                    |     |                  |

| St. Louis |

| 1985. május 19. |

| Egyesült Államok | 1–0 | Trinidad és Tobago |
| ---------------- | --- | ------------------ |
|                  |     |                    |

| Los Angeles |

| 1985. május 26. |

| Costa Rica | 1–1 | Egyesült Államok |
| ---------- | --- | ---------------- |
|            |     |                  |

| Alajuela |

| 1985. május 31. |

| Egyesült Államok | 0–1 | Costa Rica |
| ---------------- | --- | ---------- |
|                  |     |            |

| Los Angeles |

## Döntő csoportkör
| Csapat     | M | Gy | D | V | G+ | G– | Gk | P |
| ---------- | - | -- | - | - | -- | -- | -- | - |
| Kanada     | 4 | 2  | 2 | 0 | 4  | 2  | +2 | 6 |
| Honduras   | 4 | 1  | 1 | 2 | 6  | 6  | 0  | 3 |
| Costa Rica | 4 | 0  | 3 | 1 | 4  | 6  | –2 | 3 |

| 1985. augusztus 11. |

| Costa Rica | 2–2 | Honduras |
| ---------- | --- | -------- |
|            |     |          |

| San José |

| 1985. augusztus 17. |

| Kanada | 1–1 | Costa Rica |
| ------ | --- | ---------- |
|        |     |            |

| Toronto |

| 1985. augusztus 25. |

| Honduras | 0–1 | Kanada |
| -------- | --- | ------ |
|          |     |        |

| Tegucigalpa |

| 1985. szeptember 1. |

| Costa Rica | 0–0 | Kanada |
| ---------- | --- | ------ |
|            |     |        |

| San José |

| 1985. szeptember 8. |

| Honduras | 3–1 | Costa Rica |
| -------- | --- | ---------- |
|          |     |            |

| Tegucigalpa |

| 1985. szeptember 14. |

| Kanada | 2–1 | Honduras |
| ------ | --- | -------- |
|        |     |          |

| St. John's |

Kanada kijutott az 1986-os labdarúgó-világbajnokságra.
| Az 1985-ös CONCACAF-bajnokság győztese |
| -------------------------------------- |
| KANADA 1. cím                          |

## Külső hivatkozások
- Eredmények az rsssf.com-on (angolul)